# Ruffa Gutierrez
Pour les articles homonymes, voir Gutiérrez.
Sharmaine Ruffa Rama Gutierrez, née le 24 juin 1974 à Manille, est une actrice et mannequin philippinne. Elle a été élue Miss Monde Philippines 1993.
Elle est la 3e Miss Monde Philippines.

## Biographie

### Enfance et études
Ruffa Gutierrez est la fille de l'acteur philippin de descendance espagnole et canadienne, Eddie Gutierrez et d'une gestionnaire de talent, Annabelle Rama. Elle fait partie d'une famille de six enfants. Elle est la sœur des frères jumeaux, Raymond et Richard Gutierrez et a deux frères aînés, Rocky et Elvis et un frère plus jeune, Paul Ritchie. Elle a deux demi-frères, Tonton Gutierrez et Ramon Christopher issus du premier mariage de son père.

### Élection Miss Philippines 1993
Ruffa Gutierrez est élue Miss Monde Philippines 1993 et succède à Marina Pura Abad-Santos Benipayo, Miss Monde Philippines 1992 à Quezon City.
Ses dauphines :
- 1re dauphine : Cristina Esguerra
- 2e dauphine : Myra Macariola, 4e dauphine au concours Miss Cebu.

#### Parcours
- Miss Monde Philippines 1993
- 2e dauphine au concours Miss Monde 1993 à Sun City, Afrique du Sud
- Miss Asie & Océanie 1993.

### Vie privée
Le 25 mai 2003, Ruffa Gutierrez épouse un homme d'affaires turc, Yilmaz Bektas à Istanbul, en Turquie. Ils ont eu deux enfants, Gabriella et Lorin Venezia Loran. Le 8 mai 2007, ils annoncent leur séparation.
Elle confirme la rumeur d'un mariage à Las Vegas avec Richard Daloia le 18 janvier 1999 que l'animateur de télévision Boy Abunda a abordé. Elle avait déclaré à ce sujet qu'elle était victime de violences conjugales pendant quatre ans et qu'elle avait demandée le divorce en 2002. Son ex-mari, Yilmaz Bektas, sa mère, Annabelle Rama et quelques-uns de ses amis étaient au courant de son mariage avec Richard Daloia.
En 2014, elle annonce qu'elle fréquente un homme d'affaires français, Jordan Mouyal.

## Filmographie

### Cinéma
| Année | Titre                                      | Réalisateur | Rôle                      |
| ----- | ------------------------------------------ | ----------- | ------------------------- |
| 1994  | Lab Kita Bilib Ka Ba?                      | Gene Palomo | Gemma                     |
| 1994  | Shake, Rattle & Roll V                     |             | Laurie                    |
| 1996  | Ang Pinakamagandang Hayop sa Balat ng Lupa |             | Isabel                    |
| 2007  | Desperadas                                 |             | Isabelle                  |
| 2008  | My Monster Mom                             |             | Abby Gail Fajardo         |
| 2008  | Desperadas 2                               |             | Isabelle                  |
| 2009  | Shake, Rattle & Roll 11                    |             | Kayla                     |
| 2010  | Working Girls                              |             | Marilou Cobarrubias       |
| 2012  | The Mommy Returns                          |             | Catherine Laurel-Martirez |
| 2012  | Sosy Problems                              |             | Luca                      |
| 2013  | Girl, Boy, Bakla, Tomboy                   |             | Marie                     |
| 2014  | Maybe This Time                            |             | Monica T. Valencia        |

### Télévision

#### Séries télévisées
| Année | Titre                    | Rôle                         | Chaîne télévisée |
| ----- | ------------------------ | ---------------------------- | ---------------- |
| 2002  | Habang Kapiling Ka       | Venus Paraiso                | GMA Network      |
| 2006  | Bahay Mo Ba 'To          | Doktora Fanikera Grabe       | GMA Network      |
| 2007  | Kokey                    | Trining Calugdan             | ABS-CBN          |
| 2008  | I Love Betty La Fea      | Daniella Valencia            | ABS-CBN          |
| 2011  | Mga Nagbabagang Bulaklak | Orchidia Ortega a.k.a. Ms. O | TV5              |
| 2011  | Regal Shocker: Red Shoes | Karina                       | TV5              |
| 2011  | Glamorosa                | Naomi Malandrino             | TV5              |
| 2012  | Enchanted Garden         | Diwani Valeriana             | TV5              |
| 2013  | Toda Max                 | Susie                        | ABS-CBN          |
| 2014  | Home Sweetie Home        | Cristina                     | ABS-CBN          |

#### Émissions
| Année     | Titre                           | Rôle                      | Chaîne télévisée   |
| --------- | ------------------------------- | ------------------------- | ------------------ |
| 1995      | Eat Bulaga!                     | Elle-même / Présentatrice | GMA Network        |
| 2007      | Philippines' Next Top Model     | Juge / Présentatrice      | RPN                |
| 2007-2010 | The Buzz                        | Elle-même / Présentatrice | ABS-CBN            |
| 2009      | Ruffa & Ai                      | Elle-même / Présentatrice | ABS-CBN            |
| 2010      | Paparazzi                       | Elle-même / Présentatrice | TV5                |
| 2014      | The Ryzza Mae Show              | Invité                    | GMA Network        |
| 2014      | It Takes Gutz to Be a Gutierrez | Elle-même                 | E! South East Asia |